# Neve Campbell
Neve Adrianne Campbell (Guelph, Ontario, 3 oktober 1973) is een Canadees actrice. Ze won onder meer een Saturn Award voor haar hoofdrol als Sidney Prescott  in Scream en Blockbuster Entertainment Awards voor het opnieuw vertolken van die rol in Scream 2 en Scream 3.

## Biografie
Haar ouders scheidden kort na haar geboorte, waarna ze werd opgevoed door haar vader, een toneelleraar op een middelbare school die oorspronkelijk uit Schotland kwam. Haar moeder, een Sefardisch-Joods psychiater, kwam oorspronkelijk uit Nederland. Haar grootouders van moederszijde runden een theaterbedrijf in laatstgenoemd land. Ook haar grootouders van vaderszijde zaten in het acteervak. Alhoewel rooms-katholiek opgevoed, brengt haar familieachtergrond met zich mee dat zij zichzelf eveneens als Joods beschouwt.
In 1995 trouwde zij met de Canadese acteur Jeffrey Colt, van wie zij in 1998 scheidde. Na nog een aantal andere relaties trouwde ze in 2007 met de Britse acteur John Light, van wie ze in 2011 scheidde. Anno 2012 heeft ze een relatie met de Canadese acteur J.J. Feild, met wie ze een zoon heeft.
Campbell zet zich in voor Canadese en Amerikaanse organisaties die zich bezighouden met mensen die lijden aan het syndroom van Gilles de la Tourette; haar broer Damian lijdt namelijk aan dit syndroom. Behalve Damian heeft ze nog twee broers (Christian en Alex), die beiden eveneens acteur zijn.

### Carrière
Op haar negende begon te ze dansen bij het National Ballet of Canada. Na een aantal blessures stapte ze op haar vijftiende over op acteren. Haar eerste acteeroptreden deed ze in het theaterstuk The Phantom of the Opera. Op televisie verscheen ze voor het eerst in de serie Catwalk.
Van 1994 tot 2000 had ze een hoofdrol als Julia Salinger in de tiener-televisieserie Party of Five. Haar filmdoorbraak kwam met een rol in The Craft uit 1996. Daarna kreeg ze een hoofdrol in de satirische horrorfilm Scream (1996). Ze speelde ook de hoofdrol in de vervolgfilms Scream 2 (1997), Scream 3 (2000), Scream 4 (2011) en Scream (2022).